# VII Fiesta de la Independencia Talca 2016
La VII versión de la Fiesta Semana de la Independencia se realizó los días 11, 12, 13 y 14 de febrero de 2016 en el Balneario Río Claro de la ciudad de Talca en Chile. El evento es desarrollado por la Municipalidad de Talca y bajo la productora Bizarro y la producción ejecutiva de TVN. El evento fue transmitido íntegramente por Televisión Nacional de Chile para todo Chile y el mundo en la cual se conmemora el nacimiento de la libertad de Chile, precisamente en el lugar en donde se firmó el Acta de la Independencia de Chile por Bernardo O'Higgins.

## Desarrollo
Unas de las polémicas fue cuando María Luisa Godoy en la primera noche nombrÓ a Talca como Olmué eso desató la irá del público. Otra polémica fue la de la cantante mexicana Ana Gabriel cuando se pone a leer todos los carteles del público de Talca. 
Contó con una asistencia promedio de 130 000 espectadores por cada noche y además de ser un espectáculo gratuito para el público. 

### Día 1 (jueves 11)
- Ana Gabriel
- Huaso Filomeno (humorista)
- Agapornis

### Día 2 (viernes 12)
- Joe Vasconcellos
- Centella (humorista)
- Alkilados

### Día 3 (sábado 13)
- Axel
- Pujillay (trío humorístico)
- Ilegales

### Día 4 (domingo 14)
- Camila
- Lagarto Murdock (humorista)
- Chancho en Piedra